# Fernando Vargas
Pour les articles homonymes, voir Vargas.
Fernando Vargas est un boxeur mexicano-américain né le 7 décembre 1977 à Oxnard, Californie.

## Début de carrière
Vargas commence sa carrière le 25 mars 1997 face à Jorge Morales qu'il bat en 56 secondes puis enchaîne 14 combats tous remportés par KO.
Le 12 décembre 1998, il devient à 21 ans le plus jeune champion du monde des poids super-welters IBF en dominant le mexicain Yory Boy Campas par abandon à la fin de la 7e reprise.
Le 13 mars 1999, il défend pour la première fois sa ceinture contre l'anglais Howard Clarke qu'il met KO au 4e round après l'avoir envoyé 3 fois au tapis lors du 4e round. Lors du combat suivant, il affronte Raúl Márquez qu'il bat par arrêt de l'arbitre au 11e round, affichant alors un palmarès de 17 victoires, toutes acquises par 17 KO.
Fin 1999, il bat aux points le redouté Winky Wright et en avril 2000, il confirme face à Ike Quartey en gagnant par décision unanime. En août 2000, el feroz stoppe au 4e round Ross Thompson.

## Combat contre Felix Trinidad
Le 2 décembre 2000, au Mandalay Bay de Las Vegas, à même pas 23 ans, il affronte pour la réunification des titres WBA et IBF l'invaincu portoricain Felix Trinidad dans un combat qui s'avère d'une extrême violence: Vargas va 2 fois au tapis lors du premier round et est au bord de le rupture mais lors du 3e round, il refait surface. Au 4e round, il envoie Trinidad à terre à la suite d'un terrible crochet gauche... c'est au tour de Trinidad d'être en grande difficulté. C'est alors que celui-ci donne à plusieurs reprises des coups bas pour stopper l'élan de Fernando Vargas mais même freiné, el feroz continue son travail de démolition. À la fin du 5e round, Vargas est en avance sur le bulletin des juges. Le combat va encore monter en férocité, les 2 boxeurs se rendant coups pour coups. Au 12e round, Trinidad termine très fort en mettant KO Vargas après 1 minute 30 dans ce qui restera comme l'un des plus grands combats de super welters.

## Premier retour et combat contre Oscar de la Hoya
Fernando Vargas fait son retour le 5 mai 2001 face à Wilfredo Rivera qu'il bat en 6 rounds et le 22 septembre 2001 redevient champion du monde WBA des super welters en mettant KO son adversaire Jose Alfredo Flores au 7e round.
Le 14 septembre 2002, au Mandalay Bay dans un combat d'unification des ceintures WBA et WBC, il affronte le golden boy Oscar de la Hoya dans un combat intitulé « Bad Blood ». Pour Vargas, c'est le combat qu'il a toujours rêvé. La conférence de presse est très animée et Vargas qui porte un bracelet électronique à la cheville à la suite d'une bagarre quelques mois auparavant est à deux doigts de frapper De La Hoya. Il lui annonce néanmoins qu'il va le mettre KO... une vitre de plexiglas les sépare lors de la pesée pour éviter tout débordement. Le combat tient toutes ces promesses : Vargas domine toute la première moitié du combat en faisant un gros pressing et De La Hoya la fin du combat. Malheureusement pour Vargas, le combat s'arrête au milieu du 11e round: après être allé au tapis à la suite d'un superbe crochet gauche du golden boy, l'arbitre Joe Cortez met fin au combat à la suite d'une ultime série de De la Hoya. Après le combat, on apprend que Vargas est positif au stanozolol (un stéroïde anabolisant). Il sera suspendu pendant neuf mois et sera contraint à une amende de 100 000 dollars.

## Second retour et fin de carrière
Pour Vargas, c'est un véritable coup d'arrêt. Il fait son retour en juillet 2003 à Los Angeles face à Fitz Vanderpool qu'il bat par arrêt de l'arbitre au 6e round puis le 12 décembre, il remporte un nouveau succès avant la limite contre Tony Marshall.
Souffrant de problèmes de santé, il ne boxe pas en 2004 mais en profite pour jouer dans le film Alpha Dog qui sortira 3 ans plus tard sur nos écrans. En 2005, il gagne aux points face au hollandais Raymond Joval puis face à l'Espagnol Javier Castillejo. En 2006, il affronte par deux fois Shane Mosley mais subit deux défaites avant la limite.
Vient alors son dernier combat le 23 novembre 2007 au Staples Center de Los Angeles face à Ricardo Mayorga, combat intitulé « The Brawl » à la suite de la bagarre éclatant à la conférence de presse lorsque Mayorga déclare que la femme de Fernando Vargas sera bientôt veuve. Mayorga frappe ensuite Vargas; Ce dernier se lève, donne une droite à Mayorga et lui saute dessus renversant au passage le pupitre. Lors de la conférence de presse finale, une vitre sera placée entre les deux hommes pour éviter les débordements. Mais là encore Mayorga frappera la vitre qui rebomdira sur le visage de Vargas provoquant la colère de ce dernier. Lors du "vrai" combat, Vargas s'incline aux points par décision majoritaire au terme d'un affrontement très disputé et d'une grande violence, après avoir été envoyé deux fois au tapis. Peu après, Mayorga fera ses excuses et déclarera qu'il n'avait jamais affronté un adversaire qui cognait comme Vargas!
Fernando Vargas a désormais pris sa retraite et s'occupe de sa marque de vêtements Nawshis. Il vient également de se lancer dans la promotion de combats en créant V.E.P.

## Référence
1. ↑  (en) Luis Ramon Campas vs. Fernando Vargas (boxrec.com)